# Ižmorskij rajon
L'Ižmorskij rajon (in russo Ижморский район?) è un rajon dell'Oblast' di Kemerovo, nella Russia europea; il capoluogo è Ižmorskij. Istituito nel 1924, ricopre una superficie di 3.580 chilometri quadrati e consta di una popolazione di circa 15.000 abitanti.

## Centri abitati
- Circondario rurale di Ižmorskij
  - Azanovo
  - Berëzovskij
  - Ižmorka 2-ja
  - Ižmorskij
- Circondario rurale di Kolyon
  - Kolyon
  - Nižegorodka
  - Novopokrovka
  - Ol'govka
  - Staropokrovka
  - Tëplaja Rečka
- Circondario rurale di Krasnyj Jar
  - Bol'šaja Zlatogorka
  - Bol'šekitatskij
  - Glucharinka
  - Iverka
  - Krasnaja Tajga
  - Krasnyj Jar
  - Malaja Zlatogorka
  - Novyj Svet
  - Ticheevka
  - Vjazemka
- Circondario rurale di Postinkovo
  - Berikul'
  - Bol'šaja Pesčanka
  - Počitanka
  - Postinkovo
  - Raz"ezd 3669 km
- Circondario rurale di Svjatoslavka
  - Kotovskij
  - Levašovka
  - Novoorlovka
  - Novoslavjanka
  - Ostrovka
  - Svjatoslavka
- Circondario rurale di Simbirka
  - Letjažka
  - Simbirka
  - Tunda
- Circondario rurale di Troickoe
  - 324 km
  - Iverka
  - Listvjanka
  - Lomačëvka
  - Troickoe
  - Voskresenka